# Guðbrandur Vigfússon

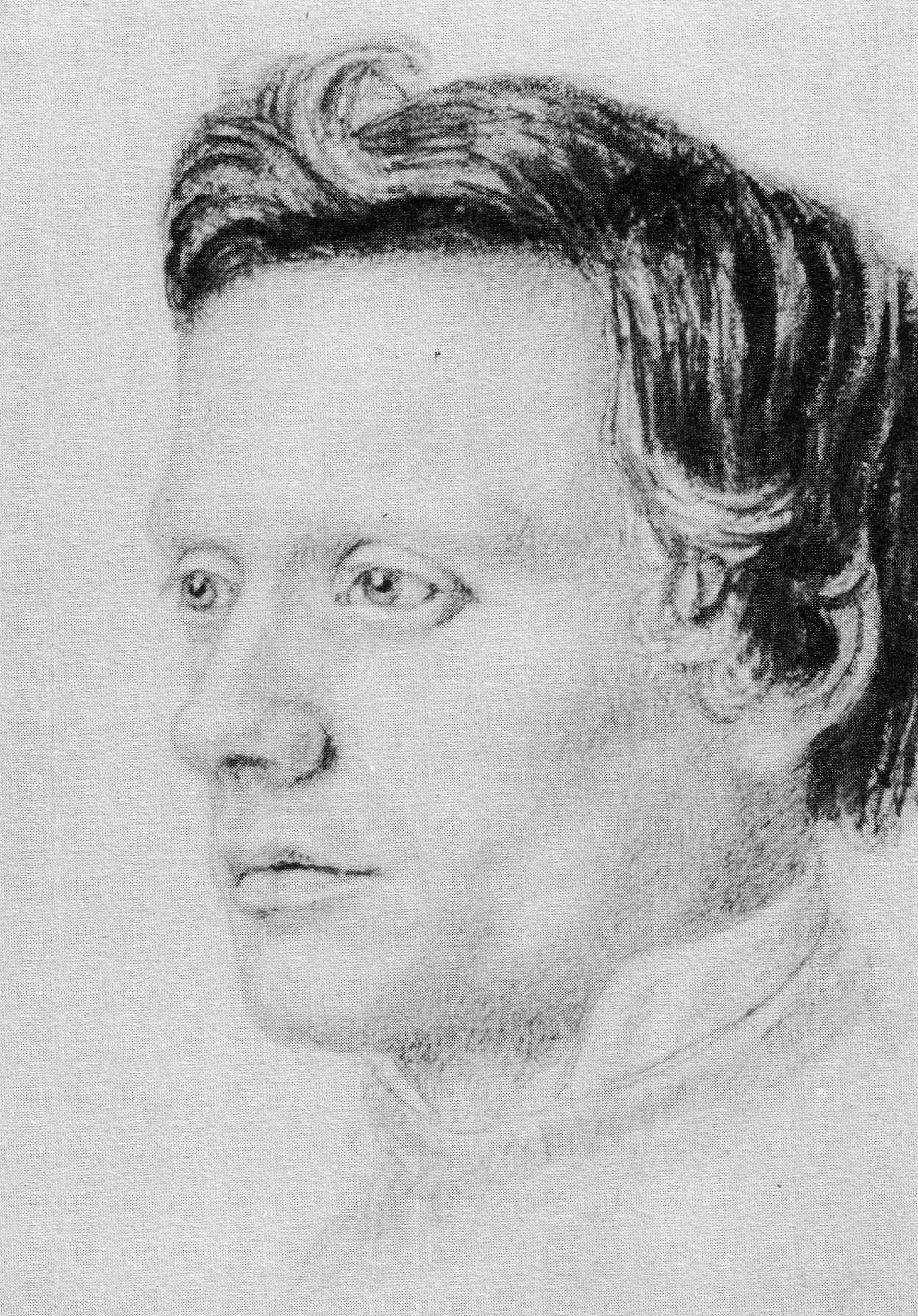
Guðbrandur Vigfússon.

Guðbrandur Vigfússon, född den 13 mars 1827, död den 31 januari 1889, var en isländsk språkforskare.
Guðbrandur Vigfússon blev student vid Köpenhamns universitet 1850 och kastade sig strax med stor iver på studiet av fornskrifterna. Redan 1855 skrev han en stor avhandling Um tímatal i íslendingasögum í forn-öld (det vill säga om tidräkningen i de fornisländska sagorna), vilken vittnade om ovanlig lärdom och till sina resultat länge stod obestridd. Inte långt därefter övertog han utgivningen av "Biskupa sögur" (1858-1862) samt några andra sagor ("Eyrbyggja saga" 1864). Vidare utgav han i förening med Möbius en liten samling "Fornsögur" (1866) och med Unger den stora samlingen av norska kungasagor ur "Flatöboken", vilken han själv i dess helhet avskrev (3 band, 1860-1868). 
År 1864 kallades Guðbrandur Vigfússon till England för att fullborda Richard Cleasbys isländsk-engelska ordbok, vilket arbete han avslutade 1874. Förut hade han reviderat Sveinbjörn Egilssons "Lexicon poeticum". Han bosatte sig 1866 i Oxford och utgav där "Sturlunga saga" (2 band, 1878), med en översikt av hela sagalitteraturen, samt Corpus poeticum boreale. The poetry of the old northern tongue from the earliest times to the 13 century (2 band, 1883), likaledes med lärda inledningar. Han började också utgivningen av en stor samling Icelandic sagas (det vill säga de nordiska källorna till Englands äldre historia), men fick blott de två första banden färdiga (1887). 
Emil Elberling skriver i Nordisk familjebok: "Med grundlig kännedom om den gamla litteraturen och utomordentligt minne förenade  V. sällsynt färdighet att läsa gamla handskrifter och lycklig divinationsförmåga, hvilket allt gjorde honom i högsta grad lämplig som utgifvare." Guðbrandur Vigfússon lämnade dessutom många goda bidrag till isländska tidskrifter och biträdde Konrad Maurer vid utgivningen av Jon Árnasons "Íslenzkar þjoðsögur og æfintyri" (1862-64). I Oxford erhöll han 1871 värdigheten av "master of arts", i Uppsala kreerades han 1877 till hedersdoktor, och 1884 upprättades en personlig professur för honom i Oxford.